# Leonard Harrison Matthews
Leonard Harrison Matthews (Bristol, 12 giugno 1901 – 27 novembre 1986) è stato uno zoologo britannico, grande conoscitore in particolar modo dei mammiferi marini.

## Biografia
Matthews ha studiato scienze naturali presso l'Università di Cambridge. Ha avuto una cattedra all'Università di Bristol. Durante la seconda guerra mondiale ha lavorato sulle comunicazioni radio e radar. È stato anche direttore scientifico della Società Zoologica di Londra tra il 1951 e il 1966.